# Pelacha
Pelacha, seudónimo de la artista Esperanza Camacho, es una Disc-jockey y productora española, creadora del sello discográfico Redsonja Records.

## Trayectoria
Inició su carrera como Dj a finales de los años 80 en Madrid, donde fue invitada en muchos locales que han marcado un antes y un después en la escena electrónica, como Consulado, Epsilon, Arena, Davai, Surface (Sala Groove).
Pelacha ha tocado dos veces en el Awakenings Festival. Es Dj residente y promotora de Techno Cracks! y 100% Femenino.
Dirige su propio sello discográfico Redsonja Records, que publica en formato digital y de vinilo. La escocesa RUBADUB se encarga de la distribución. Pelacha ha sido remezclada por artistas como Heiko Laux.